# Jiří Jedlička (plavec)
Jiří Jedlička (* 5. února 1987) je český plavec, prsař. Byl vyhlášen nejlepším českým plavcem roku 2007.
K jeho největším úspěchům patří 6. místo na 200m na ME 2007 v krátkém bazénu v maďarském Debrecínu a na 100m trati na ME 2008 v nizozemském Eindhovenu. V roce 2007 také splnil pro obě trati kvalifikační limity na olympijské hry v Pekingu.